# Shōzō Makino (reżyser)
Shōzō Makino (マキノ省三, Makino Shōzō; ur. 22 września 1878 w Kioto, zm. 25 lipca 1929 tamże) – japoński reżyser i producent filmowy.
Ze względu na jego zasługi dla rozwoju japońskiej branży filmowej Makino bywa określany mianem „ojca japońskiego kina”. Makino odkrył i pozyskał dla filmu Matsunosuke Onoe, pierwszego gwiazdora japońskiego kina, który do śmierci w 1926 roku wystąpił w niemal 1000 filmów. Realizował filmy historyczne, początkowo oparte na sztukach teatru kabuki, później na opowieściach kōdan.
Nim związał się z filmem, Makino był menadżerem mieszczącego się w Kioto teatru Senbon-za, którym wcześniej zarządzała jego matka. Działalność filmową rozpoczął w 1908 roku, gdy z propozycją realizacji filmów na podstawie spektakli kabuki zwrócił się do niego Einosuke Yokota, właściciel przedsiębiorstwa filmowego Yokota Shōkai. Po połączeniu się Yokota Shōkai z trzema innymi przedsiębiorstwami filmowymi w wytwórnię Nikkatsu w 1912 roku, Makino był jej najważniejszym reżyserem.
W 1919 roku założył wytwórnię Mikado Shōkai, która po niespełna roku została przejęta przez Nikkatsu. W 1921 roku założył wytwórnię Makino Kyōiku Eiga Seisakusho, przemianowaną dwa lata później na Makino Eiga Seisakusho, przejętą później przez Tōa Kinema. W 1925 roku Makino powołał do życia wytwórnię Makino Purodakushon, funkcjonującą do 1931 roku.
Z branżą filmową związali się liczni potomkowie Makino, wśród nich jego syn, Masahiro Makino, specjalizujący się w filmach jidai-geki.

## Wybrana filmografia
- Bohaterski Jiraiya (Gōketsu Jiraiya), 1921.
- Prawdziwa historia Chūshingury (Jitsuroku Chūshingura), 1928.